# Orchestra dell'Arena di Verona
L'Orchestra dell'Arena di Verona è l'orchestra del Festival lirico areniano e del Teatro Filarmonico a Verona, nata nel 1913.

## Storia
L'orchestra nacque insieme all'istituzione del Festival lirico areniano, il 10 agosto 1913, crescendo via via insieme alla storia del Festival, che ne determina il carattere operistico della formazione, anche se non manca di affrontare brani musicali di altri generi. Negli anni del secondo dopoguerra accompagna voci notevoli del panorama lirico: soprani come Renata Tebaldi e Maria Callas, tenori del calibro di Plácido Domingo e Luciano Pavarotti.
Dal 1975, con l'apertura del Teatro Filarmonico di Verona, l'Orchestra areniana aggiunge un'ulteriore stagione musicale, nel periodo invernale, con tre stagioni in abbonamento (lirica, sinfonica e di balletto) ed una programmazione a tutto campo con un repertorio che spazia dal barocco al romantico e al contemporaneo.

## Partecipazioni

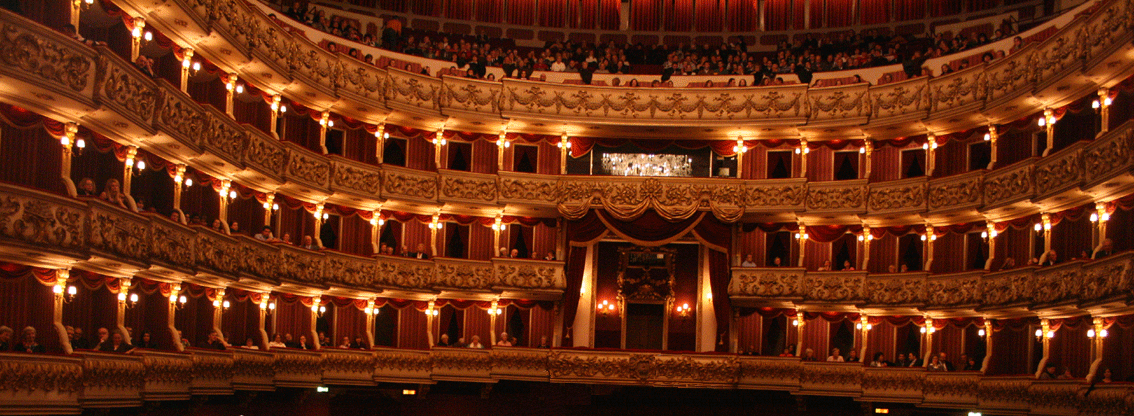
Sala del Teatro Filarmonico, sede della stagione invernale

Durante la sua storia l'orchestra ha partecipato a più tournée all'estero: nel 1982 e 1984 a Vienna con Aida; nel 1986 ancora a Vienna con Turandot; nel 1987 a Luxor in Egitto con Aida; nel 1989 a Tokio con Aida e nel 1991 ancora a Tokio con Turandot; nel 1994 a Francoforte con Nabucco; nel 1995 ancora a Francoforte con La Bohème; nel 1995 a Vienna e Zurigo con Nabucco; nel 1996 a Berlino sempre con Nabucco fino all'Aida rappresentata alla Westfalenhalle di Dortmund nel 1997; a Pechino nel 2000 con Tosca; nel febbraio 2010, alla Tokyo International Forum Hall con Aida e uno spettacolare Gala con Placido Domingo.
Nel 2011 l'Orchestra dell'Arena di Verona è stata invitata alla 26ª edizione della Biennale Musica di Zagabria ed ha partecipato al prestigioso The Masada - Dead Sea and Jerusalem Opera Festival, con un Gala operistico a Gerusalemme e l'esecuzione della Messa di Requiem di Verdi a Masada. 
Nel mese di ottobre 2011 ha partecipato ad una rappresentazione di Turandot di Puccini firmata da Franco Zeffirelli alla Royal Opera House di Mascate capitale del Sultanato dell'Oman.

## Direttori
Sul podio dell'Arena si sono avvicendati i musicisti più diversi per formazione, cultura e stile. Dall'inizio della sua storia viene diretta anche da tre direttori-compositori: Pietro Mascagni che nel 1921 dirige Il Piccolo Marat, Riccardo Zandonai che nel 1939 dirige Giulietta e Romeo, Mikis Theodorakis che dirige Zorba il greco. Tra gli altri direttori che hanno guidato l'Orchestra dell'Arena si possono indicare Georges Prêtre, Riccardo Muti, Alexander Frey, Lorin Maazel, Antonino Votto, Franco Capuana, Sergio Failoni, Francesco Molinari Pradelli, Rudolf Kempe, Argeo Quadri, Gianandrea Gavazzeni, Lovro von Matacic, Elihau Inbal, Nello Santi, Peter Maag, Giuseppe Patanè, Michel Plasson, Anton Guadagno, Yuri Ahronovitch, Donato Renzetti, Andrea Battistoni, Gustav Kuhn, Daniel Oren, Gino Marinuzzi, e Vittorio Gui.